# Principe de Riepl
Le principe de Riepl est une hypothèse formulée en 1913 par Wolfgang Riepl. Ce principe est souvent cité dans les discussions à propos des formes émergentes de médias de masse dans la communauté scientifique germanophone.
Wolfgang Riepl était journaliste et rédacteur en chef du plus grand journal de Nuremberg. Dans son essai intitulé Das Nachrichtenwesen des Altertums  mit besonderer Rücksicht auf die Römer, publié peu avant la Première Guerre mondiale, il affirmait que les moyens, les formes et les méthodes d'expression les plus simples, lorsqu'ils sont acceptés et considérés comme utilisables, ne sont jamais complètement et durablement remplacés par des formes plus développées et désirées. Au lieu de cela, ils persistent côte à côte mais doivent chacun trouver des domaines d'application et d'utilisation différents.
Cette hypothèse est toujours considérée comme étant à propos, et explique le fait que les nouveaux médias n'ont jamais, jusqu'ici, remplacé les médias existants :
- l'apparition de la radio n'a pas causé la disparition des journaux quotidiens. Les journaux quotidiens se sont spécialisés dans les articles avec plus de contexte ou des évènements locaux ;
- l'apparition de la télévision n'a pas causé la disparition de la radio. Les émissions radio se spécialisés sur des formes d'actualité particulières ou comme média secondaire ;
- l'apparition de la télévision n'a pas causé la disparition du cinéma. Le cinéma est passé d'un média générique à un média spécialisé dans les expériences partagées et des images et des sons spectaculaires.